# 일축압축강도시험
일축압축강도시험(Uniaxial compression test)은 토질역학에서 점토의 비배수 전단강도를 측정하는 시험방법의 일종이다. 삼축압축시험의 비압밀 비배수 시험(Unconsolidated Undrained Test; UU Test)의 특수한 경우로, 구속압력을 주지 않는다.(σ3 = 0) 일축하중만 가하고, 이때의 비배수 전단강도는
{\displaystyle c_{u}={\frac {q_{u}}{2}}}
- qu : 점토의 일축압축강도

시험 결과를 모어원으로 그리면

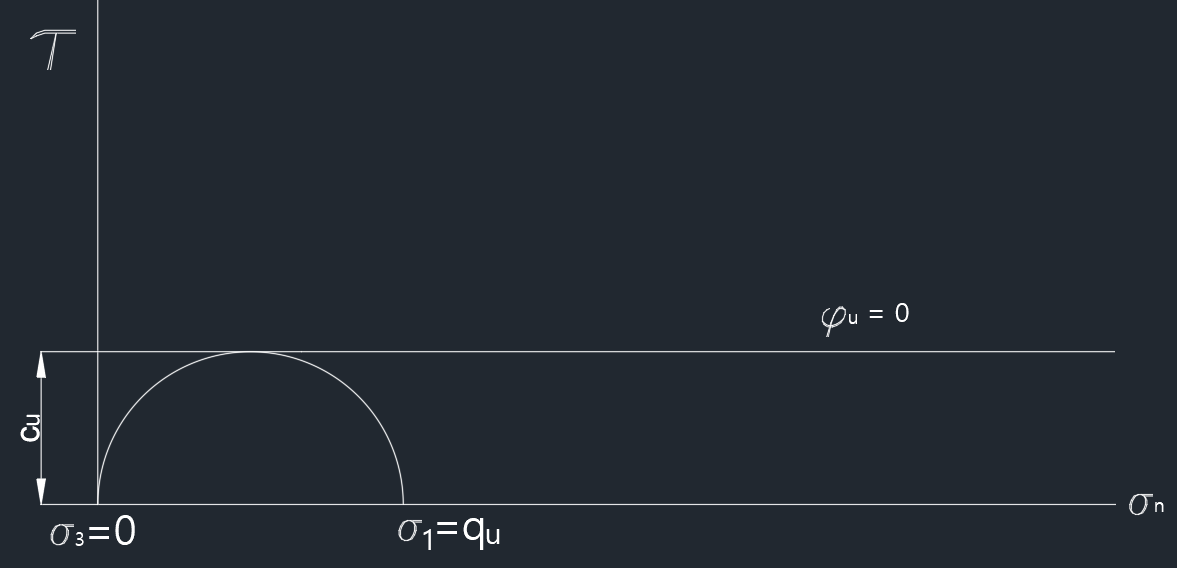
일축압축강도시험 결과

## 같이 보기
- 직접전단시험

## 참고 문헌
- 이인모 (2013). 《토질역학의 원리》 2판. 씨아이알. ISBN 9791156100096.